# 만경 두지건 묘역
만경 두지건 묘역(萬頃 杜之建 墓域)은 전북특별자치도 김제시 만경읍 만경리, 두릉(杜陵)에 있다. 2020년 2월 6일 김제시의 향토문화유산(기념물) 제5호로 지정되었다.

## 지정 사유
만경 두지건 묘역은 과거로부터 현재까지 만경읍사무소(옛 만경관아터)와 만경 향교의 뒷편에 자리잡은 만경의 主山에 위치한 묘역으로,  두릉두씨의 시조 두경녕이 중국에서 벼슬을하다 고려국 궁지현(만경현)에 자리잡아 두릉군이라는 작위를 받았는데, 작위를 이어받은 두릉두씨의 2세조 두지건이 만경의 주산에 안장됨으로써, 만경일대가 두릉, 두산, 두릉산이라는 지명으로 불렸다.
또한 두지건 묘역과 마주보고 있는 만경능제 또한 원래의 명칭은 '두릉제'였으나 현재는 능제로 불리게 될 만큼 만경 지명의 역사와 함께하는 묘역임에 따라 향토문화유산으로서의 가치를 인정받아 지정한다.

## 같이 보기
- 두지건